# Honkisaari (ö i Södra Österbotten, Kuusiokunnat, lat 62,50, long 23,95)
Honkisaari är en ö i Finland. Den ligger i sjön Vähä Haapajärvi och i kommunen Etseri i den ekonomiska regionen  Kuusiokunnat  och landskapet Södra Österbotten, i den sydvästra delen av landet, 260 km norr om huvudstaden Helsingfors. Öns area är 0,5 hektar och dess största längd är 100 meter i nord-sydlig riktning.